# Teclè Ghiorghìs II
Teclè Ghiorghìs II, noto anche come uagsciùm Gobasiè (1836 – 1873), fu imperatore d'Etiopia dal 1868 al 1871.
Si proclamò imperatore subito dopo la morte di Teodoro II a seguito della spedizione britannica in Abissinia, ma dovette scontrarsi fin da subito con il suo rivale Cassa, che nel 1871 lo sconfisse e si fece incoronare Negus Neghesti col nome di Giovanni IV d'Etiopia. Teclè Ghiorghìs fu accecato e morì poi in prigionia.